# Taeniopora exigua
Taeniopora exigua är en mossdjursart som beskrevs av Nicholson 1874. Taeniopora exigua ingår i släktet Taeniopora och familjen Cystodictyonidae. Inga underarter finns listade i Catalogue of Life.